# Stuart Jardine
Stuart Jardine (Salisbury, 23 de agosto de 1933-Lymington, 7 de noviembre de 2023) fue un deportista británico que compitió en vela en la clase Flying Dutchman. Fue hermano gemelo del también regatista Adrian Jardine.
Ganó una medalla de bronce en el Campeonato Mundial de Flying Dutchman de 1962.

## Palmarés internacional
| Campeonato Mundial | Campeonato Mundial               | Campeonato Mundial | Campeonato Mundial |
| Año                | Lugar                            | Medalla            | Clase              |
| ------------------ | -------------------------------- | ------------------ | ------------------ |
| 1962               | San Petersburgo (Estados Unidos) | Medalla de bronce  | Flying Dutchman    |